# Новая экономика
Но́вая эконо́мика (неоэконо́мика) — экономическая инфраструктура, характеризующаяся преобладанием неосязаемых активов (услуг и технологий) и снижением роли осязаемых активов. То есть, это экономика знаний, новых информационных технологий, новых бизнес процессов, обеспечивающих лидерство и конкурентоспособность.

## Общие сведения
Факт появления «новой экономики» находит отражение во многих официальных документах. В частности, в «Экономическом докладе Президента США за 2001 год» (англ. Economic Report of the US President. 2001.) говорится: 
Радикальная трансформация американской экономики за последние восемь лет дала основание многим наблюдателям считать, что мы являемся свидетелями создания новой экономики, состоящей из фирм и отраслей, наиболее тесно связанных с революцией в цифровой технологии и развитием Интернета.
Главной чертой «новой экономики» является развитие интеллектуального капитала и его соединение с остальными основными факторами производства, что революционно отличает эту экономику от всех предыдущих.
А. Л. Григорян определяет «новую экономику» как первый этап начавшегося нового — «постиндустриального» строя, а точнее — как долгосрочный (по Н. Д. Кондратьеву — полувековой, хотя и с тенденцией постепенного сокращения) экономический цикл, открывающий сверхдолгосрочный (столетия) цикл постиндустриализма. В свою очередь, «новая экономика», как заключающее звено в цепи инновации→высокие технологии→новая экономика (в абстракте — создание→внедрение→результат), стала непосредственным результатом радикальных перемен в инновационной (с 1950-60-х годов) и технологической (с 1970-80-х годов) сферах. «Новая экономика» является прямым последствием пятого технологического уклада в экономике, основы которого — электроника, компьютерные, космические и био-технологии, новейшие источники энергии, телекоммуникации и так далее.
«Новая экономика» сегодня — это отрасли с высоким удельным весом нематериального, человеческого капитала, такие, как информационно-коммуникационные технологии, образование, наука и интеллектуальные услуги (консалтинг).
Новая экономика — получаемые колоссальные выгоды, в том числе быстрый рост производительности, доходов, низкая безработица и умеренная инфляция, ставшие результатом синергической взаимосвязи преимуществ в технологиях, бизнес-практики и экономической политики.
«Старая» индустриальная экономика явилась базой, на которой развивается «новая». Со своей стороны, «новая» экономика, центральным звеном которой являются знания и ИКТ-сектор, активно модифицирует традиционные отрасли экономики. — отмечают С. А. Дятлов и Т. А. Селищева. — Web — практики с успехом внедряются компаниями «старой» экономики, инкорпорируется в их электронные системы управления. Топливно-энергетическая, машиностроительная и другие традиционные отрасли претерпевают коренные изменения в связи с приходом сюда информационных систем, основанных на электронике и Software — технологиях. То есть происходит конвергенция «новой» и «старой» экономик. Новую экономику осваивают такие гиганты «старой» экономики, как «Форд», «Дженерал электрик», «Дженерал моторз» и другие.".

## Некоторые особенности
Новой экономике, как новому порядку социально-хозяйственных отношений, присущи следующие особенности:
1. Приоритет человеческого капитала и информационных технологий. Позволяет заработать прибыль при минимуме зависимости от традиционных сырьевых ресурсов[6].
2. Динамика. Быстрые изменения на рынке происходят постоянно (все новые игроки, более совершенные технологии, продукты, и т. д., вытесняют старые), и их темп только ускоряется[7]. Австрийский экономист Й. Шумпетер назвал данное явление «созидательным разрушением».
3. Инновации. Постоянно новые деловые подходы и методы управления, новые разработки и гибкость становятся важнейшим атрибутами успешного бизнеса[8].
4. Массовая индивидуализация (англ. Mass customization). Массовое производство качественно развивается — оно подстраивается под запросы каждого отдельного потребителя.
5. Наука. Ученые, конструкторы и дизайнеры, а также креативные и гибкие предприниматели становятся господствующими фигурами экономической системы, где научные разработки являются двигателем остальных отраслей.
6. Сетевая экономика. Резко снижается значение расстояния между экономическими агентами (например, между заводом по добыче, заводом по переработке, рынком сбыта и центральным офисом), по крайне мере с точки зрения управления. При этом растет значение децентрализации, которая так необходима для гибкого и специализированного ведения бизнеса. Эффективное применение информационно-коммуникационных технологий становится жизненной необходимостью для конкурентоспособности, как отдельных предприятий, так и страны в целом.
7. Венчурный бизнес. Позволяет оказывать поддержку многим инновационным проектам с получением прибыли от результатов самых успешных, что компенсирует издержки на вложения в не окупившиеся проекты[9][10].

## Специализированные журналы
- «Вопросы новой экономики» — рецензируемый научно-методический журнал, Россия[11].
- «Новая экономика» — рецензируемый научный журнал, Белоруссия[12].
- «Мир Новой Экономики» — журнал научных гипотез, Россия[13].